# 1469 en Angleterre
Chronologie de l'Angleterre
- 1465
- 1466
- 1467
- 1468
- 1469
- 1470
- 1471
- 1472
- 1473

Cette page concerne l'année 1469 du calendrier julien.

## Naissances en 1469
- 20 mars : Cécile d'York, vicomtesse Welles
- 14 juillet : Édouard Tiptoft, 2e comte de Worcester
- 19 octobre : John Fisher, évêque de Rochester
- Date inconnue :
  - Richard d'Eastwell, maçon
  - George Nevill, 5e baron Bergavenny
  - Richard Wingfield, courtisan

## Décès en 1469
- 6 janvier : Henry Bromflete, 1er baron Vescy
- 8 janvier : Anne Ferrers, 8e baronne Ferrers de Chartley
- 15 janvier : William la Zouche, 6e baron Zouche et 7e baron St Maur
- 17 janvier :
  - Henry de Courtenay, chevalier
  - Thomas Hungerford de Rowden, chevalier
- 25 juillet : Henry Neville, chevalier
- 26 juillet : 
  - Henry Dwnn, chevalier
  - Thomas ap Roger Vaughan, chevalier
- 28 juillet : 
  - William Herbert, 1er comte de Pembroke
  - Richard Herbert de Coldbrook, chevalier
- 12 août :
  - Richard Woodville, 1er comte Rivers (en)
  - John Woodville, chevalier
- 17 août : Humphrey Stafford, 1er comte de Devon
- 29 septembre : Humphrey Neville de Brancepeth, chevalier
- 1er novembre : Robert Ogle, 1er baron Ogle
- 30 décembre : George Neville, 1er baron Latimer (en)